# Stenoporpia asymmetra
Stenoporpia asymmetra är en fjärilsart som beskrevs av Frederick H. Rindge 1959. Stenoporpia asymmetra ingår i släktet Stenoporpia och familjen mätare. Inga underarter finns listade i Catalogue of Life.